# Sainte-Lucie-de-Tallano
Sainte-Lucie-de-Tallano é uma comuna francesa na região administrativa de Córsega, no departamento de Córsega do Sul. Estende-se por uma área de 25,57 km². 